# Mapinguarí
Mapinguarí es el nombre de una mítica criatura de la mitología del Amazonas perteneciente a Bolivia, Brasil, Colombia, Perú y Venezuela.

## Leyenda
Según cuenta una leyenda indígena de la Selva amazónica, fue un indio chamán que, como consecuencia de descubrir el secreto de la inmortalidad, se convirtió en este terrible monstruo de aspecto de oso grande, cubierto de pelaje rojo y de facciones humanas emisor de un terrible olor.

## Posibles megaterios en el Amazonas
Una leyenda del Amazonas cuenta que un chamán descubrió el secreto de la inmortalidad y que por ello quedó convertido en el Mapinguarí, una criatura recubierta de pelo rojizo, con facciones humanas, huellas parecidas a las nuestras pero invertidas y una piel tan gruesa que no puede perforarse. También se dice que tiene una segunda boca en el abdomen que despide un mal olor con el que atrae a las moscas.
El paleontólogo estadounidense naturalizado brasileño, David Oren (nacido en 1954), afirma haber realizado entrevistas a 80 personas que dicen haber visto al Mapinguarí y a otras 7 que dicen haberlo cazado. Lleva estudiando el ecosistema en el Amazonas desde 1977 y es el descubridor de 5 especies de aves. Desde 2004 desempeña el cargo de coordinador científico del Programa de Conservación del Amazonas de The Nature Conservacy no Brasil, que en 2006, en asociación con el gobierno de Brasil y WWF, inició el Plan de Gestión del Agua Dulce; el primero en su tipo en Sudamérica y que abarca los objetivos, metas y directrices para el uso sostenible del agua dulce hasta 2020.
Para Oren, lo que los lugareños vieron no fue un ser mitológico sino un perezoso terrestre al que se considera extinto, pero que pudo haber sobrevivido en lo profundo de la selva. La leyenda menciona un fuerte olor que desprende por una segunda boca que estaría localizada en vientre, lo que para el científico sería una glándula abdominal que utilizaría cuando se siente en peligro. Y por último afirma que le mostraron trozos de piel y garras, pero que por superstición no quisieron cederle. En diciembre de 2001 la Agencia Reuters publicó un artículo donde lo comparó con "un cazador que busca del Monstruo del lago Ness", lo que le causó una gran ofensa, y a causa de ello realizó declaraciones para el diario Journal do Commercio de Brasil.

"Esse tipo de comentário é absurdo porque não se pode relacionar uma lenda baseada em dinossauros, extintos há 65 milhões de anos, com preguiças-gigantes, que desapareceram há cerca de dez mil anos, ou seja, muito recentemente"
David Oren, 6 de enero del 2002

"Ese tipo de comentarios es absurdo, no se puede comparar una leyenda basada en dinosaurios, extintos hace 65 millones de años, con perezosos gigantes que desaparecieron hace unos 10.000 años, o sea, recientemente"
David Oren, 6 de enero del 2002

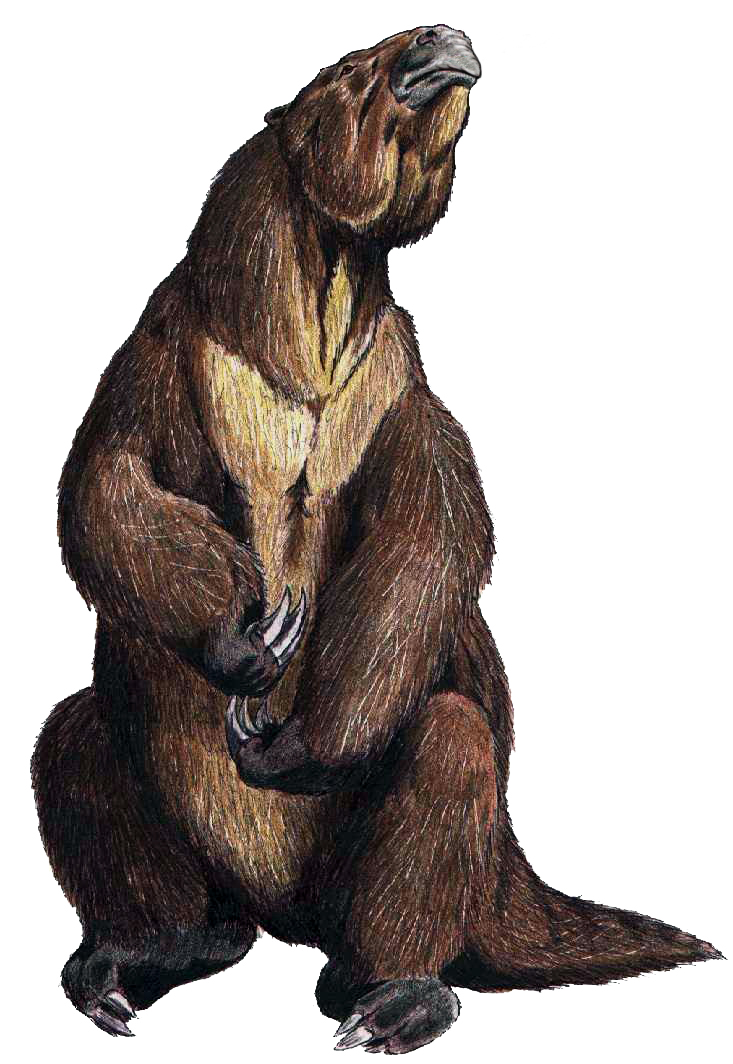
Un Megatherium, género extinto a la cual los criptozoólogos relacionan con el mapinguarí.

El zoólogo brasileño David Oren, que recogió más de cien testimonios de supuestas personas que aseguraban haberlo visto, propone que el mapinguarí podría ser un perezoso terrestre, criatura que se cree se extinguió hace 9000 años, pero que podría haber sobrevivido en las profundidades de la selva amazónica. Las pisadas de este perezoso eran similares a las humanas, y sus excrementos se asemejaban a los de los caballos, tal y como supuestamente ocurre en el mapinguarí. En cuanto a la supuesta boca en el estómago, Oren señala que podría tratarse de una glándula situada en el abdomen. Esta misma teoría ha sido utilizada para asociar al perezoso terrestre con las leyendas indígenas de los Gigantes patagónicos, en la región de la Patagonia. 